# Андреев, Иван Дмитриевич
Иван Дмитриевич Андреев (21 июня [3 июля] 1867, Орловская губерния — 28 июня 1927, Ленинград) — русский историк, богослов, профессор Санкт-Петербургского университета.

## Биография
Родился 21 июня (3 июля) 1867 года в семье священника в селе Малиново Ливенского уезда Орловской губернии.
Окончил Ливенское духовное училище (1881), Орловскую духовную семинарию (1887) и Московскую духовную академию (1892) со степенью кандидата богословия. С 1893 года преподавал философию в Таврической духовной семинарии. В 1895—1896 годах был помощником инспектора студентов Московской духовной академии.
В ноябре 1895 года защитил магистерскую диссертацию «Константинопольские патриархи от времени Халкидонского собора до Фотия», отмеченную Макариевской премией (1898). С 1896 года — доцент, а с 1899 года — экстраординарный профессор Московской духовной академии по кафедре новой гражданской истории. Редактировал журнал «Богословский вестник» (1906—1907).
С 1899 года сотрудничал с издательством Брокгауза и Ефрона; стал редактором отдела богословия и церковной истории «Нового энциклопедического словаря», для которого написал около 250 статей по библеистике, церковной истории и богословию («Апокрифы», «Апостольские деяния», «Библейская история», «Библия», «Евангелия», «Исагогика», «Канон библейский» и др.).
С 30 апреля 1904 года — статский советник. Был награждён орденами Св. Анны 3-й степени (1906) и Св. Станислава 3-й степени.
В ноябре 1907 года по конкурсу получил кафедру истории церкви в Санкт-Петербургском университете. С 17 мая 1910 года был проректором университета. С 1912 года — казначей Исторического общества при Санкт-Петербургском университете. С 1914 года — ординарный профессор. Преподавал также на Высших женских историко-литературных курсах Н. П. Раева, Высших курсах П. Ф. Лесгафта и в Психоневрологическом институте.
Написал ряд статей для Православной богословской энциклопедии. Сотрудничал в журнале «Церковь и жизнь» (1916—1917).
В 1917 году избран членом Поместного Собора Православной Российской Церкви от Петроградского университета, в заседаниях не участвовал, сложил полномочия по состоянию здоровья.
В 1919—1924 годах — профессор Петроградского университета по кафедре истории, а в 1919—1920 годы был ещё и профессором кафедры общественных наук. В октябре 1924 года был освобождён от преподавания в университете «в связи с ликвидацией отделения факультета и сокращения читаемых курсов» и работал архивистом 2-го отделения IV секции Главархива, а затем, в 1925—1927 годах, был профессором по кафедре истории церкви на Высших богословских курсах в Ленинграде.